# Bull (företag)
Bull (även känt som Bull Computer) är ett franskt stordatortillverkande företag som grundades 1931 som H.W. Egli - Bull, för att använda den norske ingenjören Fredrik Rosing Bulls (1882–1925) patent på hålkort. Efter en omorganisation 1933 ändrades namnet till Compagnie des Machines Bull.
År 1982 nationaliserades företaget av franska staten och slogs ihop med övrig fransk datorindustri. År 1994 återprivatiserades bolaget.